# Иос
Иос, Ио или Нио (на гръцки: Ίος, гръцко произношение: Ѝос; на старогръцки: Ἴος; местно: Νιός, Ниос) е гръцки остров в групата на Цикладите в Бяло море. Иос е хълмист остров със скали, спускащи се към морето от повечето страни. Разположен е по средата между Наксос и Санторини. Иос е дълъг около 18 километра и широк 10 километра, с площ от 109,024 кв. км. Населението през 2011 г. е 2024 души (от 3500 през XIX век). Островът е част от региона Тира.